# A7V
A7V je bil nemški tank, ki je bil predstavljen 1918, ob koncu prve svetovne vojne. V Nemčiji so ta tank imenovali Sturmpanzer-Kraftwagen (oboroženo oklepno motorno vozilo). Ta tank je bil odgovor na uspešne britanske tanke. Do polovice leta 1917 je bil narejen prvi prototip tanka. Do konca leta so Nemci naročili 100 tankov A7V, vendar jih je bilo narejenih samo 20.

## Zgodovina bojevanja
Tank je bil prvič uporabljen 21. marca 1918. Prva naloga je bila preprečiti prodor Britancev v St.Quentin Canalu. Ta dan se ni veliko »spopadal«. Tank je sodeloval v prvem boju »tank proti tanku«. Boj je potekal 24. aprila 1918 pri Villers-Bretonneux. Tistega dne so med bojem trije tanki A7V nepričakovano srečali tri tanke Mark IV. Med bojevanjem so se poškodovali na obeh straneh. Po poročanju poveljnika tankovske enote, Franka Mitchella, sta se zaradi poškodb in nemoči škodovanju tanka A7V umaknila (»Female« - različica tanka oborožena sta bila le z lažjimi mitraljezi). Frank Mitchell je nato napadel s tretjim tankom ter uničil en tank (»Male« - različica tanka, ki je bila oborožena s težkim mitraljezom). Nato se je umaknil. Umaknila sta se tudi druga dva tanka A7V. Med umikom so jih obstreljevali britanski tanki Whippet. Poškodovana tanka A7V sta bila kasneje popravljena. Tistega dne je bilo vpoklicanih v boj vseh 18 tankov, ki so dosegli različne rezultate. Mnogo jih je bilo uničenih ali zajetih. 
Nemci tanka A7V niso sprejeli kot uspeh. Zato so pripravljali že naslednje projekte, ki bi zamenjali ta tank. To jim je preprečilo napredek nasprotnikove vojske, ki so potiskali Nemce k vdaji.

## Seznam A7V tankov[2]
- 501 Gretchen: uničen leta 1919 .
- 502: uničen leta 1918.
- 503: uničen oktobra 1918.
- 504 Schnuck: izgubljen v boju pri Fremicourtu 31. avgusta leta 1918.
- 505 Baden I: uničen leta 1919.
- 506 Mephisto: izgubljen v boju pri Villers-Bretonneux 24. aprila 1918, ter popravljen od Avstralcev, sedaj se nahaja v muzeju Queensland v Brisbanu, Avstraliji.
- 507 Cyklop: uničen leta 1919.
- 525 Siegfried: uničen leta 1919.
- 526: uničen 1. junija leta 1918.
- 527 Lotti: izgubljen v boju pri Pompelle Fortu 1. junija 1918.
- 528 Hagen: izgubljen v boju pri Fremicourtu 31. avgusta 1918.
- 529 Nixe 2: Izgubljen v boju pri Remisu 31. maja 1918.
- 540 Heiland: uničen leta 1919.
- 541: uničen leta 1919.
- 542 Elfriede: izgubljen v Villers-Bretonneuxu 24. aprila 1918.
- 543 Hagen, Adalbert, König Wilhelm: uničen leta 1919.
- 560 Alter Fritz: izgubljen pri Iwuyu 11. oktobra leta 1918.
- 561 Nixe: uničen 24. aprila leta 1918.
- 562 Herkules: uničen 31. avgusta leta 1918.
- 563 Wotan: uničen leta 1919, replika "Wotan" je bila narejena v osemdesetih, zdaj se nahaja v muzeju Panzermuseum v Nemčiji.
- 564:  uničen leta 1919.